# 李代数胚
在数学中，李代数胚（Lie Algebroid）在李群胚理论中的角色恰如李代数在李群理论中的角色：将整体问题减化为无穷小情形。就像李群胚可以视为“具有许多对象的李群”，李代数胚可视为“具有许多对象的李代数”。
确切地说，一个李代数胚是三元组 {\displaystyle (E,[\cdot ,\cdot ],\rho )}，其中 {\displaystyle E} 为流形 {\displaystyle M} 上一个向量丛，{\displaystyle [\cdot ,\cdot ]} 是截面 {\displaystyle \Gamma (E)} 组成的模上的一个李括号，向量丛同态 {\displaystyle \rho :E\rightarrow TM} 称为锚。这里{\displaystyle TM} 是 {\displaystyle M} 的切丛。锚与李括号满足莱布尼兹法则：
{\displaystyle [X,fY]=\rho (X)f\cdot Y+f[X,Y]\ ,}
这里 {\displaystyle X,Y\in \Gamma (E),f\in C^{\infty }(M)} 和 {\displaystyle \rho (X)f} 是 {\displaystyle f} 沿着向量场{\displaystyle \rho (X)} 的导数。从而
{\displaystyle \rho ([X,Y])=[\rho (X),\rho (Y)]\ ,}
对任何 {\displaystyle X,Y\in \Gamma (E)}。

## 例子
- 任何李代数是单点流形上的李代数胚。

- 流形 {\displaystyle M} 的切丛 {\displaystyle TM} 是一个关于向量场的李括号的李代数胚，锚是 {\displaystyle TM} 的恒同。

- 切丛的任何可积子丛（即其截面在李括号下闭）也定义了一个李代数胚。

- 流形上的任何李代数丛定义了一个李代数胚，这里李括号逐点定义而锚映射等于零。

- 对任何李群胚相伴一个李代数胚，推广了一个李代数怎样相伴到李群（见下）。例如，李代数胚 {\displaystyle TM} 来自配对群胚，其对象为 {\displaystyle M}，以及任何一对对象之间的一个同构态射。很不幸的是，从李代数胚不一定可以得到一个李群胚 [1]，不过任何李代数胚给出一个栈李群胚 [2][3]。

- 给定一个李代数 g 在流形 M 上的作用，M 上 g-不变向量场是作用轨道上的李代数胚。

- 阿蒂亚代数胚：给定流形 M 上的向量丛 V，考虑其导数，即光滑 {\displaystyle \mathbb {R} }-线性映射 {\displaystyle \psi :\Gamma (V)\to \Gamma (V)}，且存在一个向量场 X 使得它们满足莱布尼兹法则 {\displaystyle \psi (fv)=X[f]v+f\psi (v)} 对所有光滑函数 f 与向量丛的所有截面 v 。联系 {\displaystyle \psi \to X} 显然是线性的，从而有向量丛之间的一个映射 {\displaystyle \rho :A(V)\to TM}（如果你找出丛使得其截面给出导数）。阿蒂亚代数胚进一步由满足如下短正合列刻画 {\displaystyle 0\to \mathrm {End} _{M}(V)\to A(V)\to TM\to 0}。为了说明每个向量丛存在阿蒂亚代数胚，只需注意到它是相伴于向量丛 V 的标架丛李群胚的李代数胚。

## 与李群胚相伴的李代数胚
为了叙述这个构造我们先确定一些记号。G 是李群胚的态射空间，M 是对象空间，{\displaystyle e:M\to G} 是单位映射，{\displaystyle t:G\to M} 为靶映射。
{\displaystyle T^{t}G=\bigcup _{p\in M}T(t^{-1}(p))\subset TG} 为 t-纤维切空间。这样李代数胚是切丛 {\displaystyle A:=e^{*}T^{t}G}，从 G 中继承一个括号，因为我们可以将 M-截面通过 G 上的左不变向量丛等价到 A 中。而且通过将 M 上的光滑函数等价于 G 上的左不变函数，这些截面作用在 M 上的光滑函数上。
作为一个更清晰的例子，考虑配对李群胚 {\displaystyle G:=M\times M} 相伴的李代数胚。靶映射为 {\displaystyle t:G\to M:(p,q)\mapsto p}，单位映射 {\displaystyle e:M\to G:p\mapsto (p,p)}。t-纤维是 {\displaystyle p\times M} 从而 {\displaystyle T^{t}G=\bigcup _{p\in M}p\times TM\subset TM\times TM}。所以李代数胚是切丛 {\displaystyle A:=e^{*}T^{t}G=\bigcup _{p\in M}T_{p}M=TM}。截面 X 扩张到 A 中 G 上一个左不变向量场不过是 {\displaystyle {\tilde {X}}(p,q)=0\oplus X(q)}，而 M 上一个光滑函数 f 扩张 M 上一个左不变函数是 {\displaystyle {\tilde {f}}(p,q)=f(q)}。从而 A 上的李括号恰好是切向量场上的李括号，锚映射是恒同。
当然也可以用源映射与右不变向量场/函数做相同的程序。但是得到的是同构的李代数胚，同构映射是 {\displaystyle i_{*}}，这里 {\displaystyle i:G\to G} 是逆映射。